# Detlef Kleuker
Detlef Kleuker, né le 4 juillet 1922 à Flensbourg et mort le 15 février 1988 à Brackwede, est un facteur d'orgues allemand.

## Vie et œuvre
Hans-Detlef Kleuker était le fils d'un professeur d'enseignement secondaire établi à Flensbourg. Il fit son apprentissage de la facture d'orgue auprès d'Emanuel Kemper dont il fut l'employé de 1947 à 1954. Il devint maître facteur et se mit à son compte en 1955 à Brackwede (banlieue de Bielefeld). En trois décennies, il construisit 320 orgues exportées dans 20 pays.
Après le demi-échec en 1953 de la construction de l'orgue de l'église luthérienne de Sankt Peter-Ording (dont les sommiers "unit" à électro-aimants individuels s'avérèrent peu fiables), Detlef Kleuker développa un type de sommier à registres peu sensible aux variations météorologiques, utilisant la bakélite ou le bois (massif ou  contreplaqué) imprégné de résine. Il employa aussi des alliages légers tels que l'aluminium pour les soupapes et la traction des notes. Dans ses dernières années, il revint aux matériaux traditionnels, les nouveaux s'avérant peu durables.
Son style de facture était librement inspiré de la facture baroque d'Allemagne du Nord, vue à travers le prisme déformant de l'Orgelbewegung. Ses buffets étaient plutôt modernes et anguleux, alors que les compositions (listes de jeux) étaient plutôt traditionnelles. Il était aussi assez demandé comme restaurateur d'orgues.
En 1986, Siegfried Bäune prit la direction de la manufacture qui fut transformée en SARL, mais cessa ses activités en 1991/92.
Detlef Kleuker connut une certaine notoriété en France lorsqu'il fournit, en 1963, l'orgue de l'église évangélique allemande de Paris (rue Blanche), de style « nordique ». Vingt ans plus tard, il fut de nouveau remarqué lorsqu'il construisit des orgues suivant les préceptes de Jean Guillou, à commencer par l'orgue personnel de ce dernier.

## Source
- (de) Cet article est partiellement ou en totalité issu de l’article de Wikipédia en allemand intitulé « Detlef Kleuker » (voir la liste des auteurs).